# 睡眠品質
睡眠品質（Sleep quality）是判定睡眠好壞的重要指標，與身體健康息息相關。壞的睡眠品質，會延緩疾病的復原時間與狀態，並降低生活品質。
而好的睡眠品質應具備下列條件:
- 每天睡足7至8小時
- 容易入睡（約10分鐘內）且熟睡（一覺到天亮）
- 不易驚醒
- 起床輕易、輕快[1]

## 影響
睡眠品質不良和生理與環境上的因素以及睡眠相關疾病都是影響睡眠品質的重要因素。好的睡眠品質可以讓身體機能正常運作且有效的運作轉，也可以提升免疫力；因大腦可以有效運作，做事效率會提升，專注力也會提升。而在心理方面，好的睡眠品質可使情緒穩定，舒緩壓力，令人心情愉悅。
不好的睡眠品質會影響免疫系統，容易感染疾病；而且容易精神不濟，食慾不正常，導致 做事效率與準確度低。在心理方面，不好的睡眠品質容易感到焦慮，容易心情低落， 壓力無法舒緩，使得情緒緊繃。

## 評估方法
有許多方法可以記錄自己的睡眠狀態，當累積一定程度的紀錄，即可用來評估與分析自己的睡眠品質是否良好。
「每周睡眠日誌」是使用表格簡單紀錄實際睡眠時間，觀察出自己睡眠的時段或是早晚。「每周睡眠品質檢查表」是在每天早晨檢查前一天的睡眠狀態，例如共睡幾小時、起來的精神如何（1至10分）、有無睡前放鬆等，提供自我檢視與評估。

## 改善睡眠品質
好的睡眠品質應該由平常生活中就開始維持，平常的生活習慣越好，在晚上睡的也越好。
- 建立良好的睡眠習慣：固定時間就寢及起床、睡前讓自己放鬆、半夜起來不看時間、睡前避免不愉快的談話等。
- 養成良好的生活習慣：定期規律的運動、減少飲用含咖啡因的飲料、避免夜間頻繁上廁所、睡前不要喝太多水等。

心情保持平靜也是提升睡眠品質的好方法，下列幾項方法有助於讓心情放鬆和舒緩壓力。
- 腹式呼吸有助於放鬆：可以吸入最多氧氣的呼吸方法，可以刺激副交感神經系統，有助於放鬆、安定神經、改善專注力及排泄身體的廢棄物。
- 泡澡好助眠：促進血液循環，放鬆全身肌肉。
- 芳香精油療法：心理上讓人產生平靜的感覺，減少焦慮，舒緩壓力並放鬆身心。[5]